# آناهیت گئورگیان
آناهیت گئورگیان (ارمنی: Անահիտ Գևորգյան؛ زادهٔ ۱۵ ژوئن ۱۹۴۹) یک  سیاستمدار اهل ارمنستان است که از تاریخ ۱۹۹۰ تا تاریخ ۱۹۹۵ سمت نمایندگی دوره اول شورای عالی جمهوری ارمنستان را برعهده داشت.

## زندگی‌نامه
در ۱۵ ژوئن ۱۹۴۹ در ارمنستان به دنیا آمد . 